# Shōichirō Irimajiri
Shōichirō Irimajiri (入交 昭一郎 Irimajiri Shōichirō?), nacido el 3 de enero de 1940 en Kōbe (Hyogo), es un ingeniero y empresario japonés.
Obtuvo el título de Ingeniero Aeronáutico de la Universidad de Tokio y trabajó para Honda Motor durante 20 años supervisando la introducción de la motocicleta CBX, el diseño de sus motores de Fórmula 1, además de ser el presidente de Honda of America Inc. Abandonó en 1992 debido a problemas de corazón y empezó un tratamiento de medicina tradicional china para restaurar su salud.
Después de recuperarse, su amigo Hayao Nakayama, que era entonces presidente de Sega Corporation, le pidió que asumiera la vicepresidencia de la compañía. Fue elegido presidente de Sega en febrero de 1998 e inició un ambicioso plan usando la Dreamcast para restaurar el prestigio y la parte de mercado perdido por Sega, el cual provocó una gran caída siguiendo el problemático lanzamiento de la Sega Saturn, Sega 32X y Sega CD. Tras los terceros informes con pérdidas de Sega, Irimajiri cesó e Isao Okawa ocupó su lugar. 
Durante este tiempo, se decía que General Motors estaba reclutando activamente a Irimajiri para un puesto de ejecutivo en la compañía, debido a su éxito en Honda. Aunque renunció al puesto y aceptó otro como director sin voto, si Irimajiri hubiese aceptado la oferta hubiese llegado a ser el primer japonés ejecutivo de un fabricante americano de automóviles.
Actualmente es presidente de Asahi Tec, un fabricante japonés de recambios de aluminio para automóviles, propiedad de Ripplewood Holdings.